# کریم‌پاشا بهادری
کریم پاشا بهادری سیاستمدار ایرانی در دوره پهلوی بود. وی در دوره‌ای رئیس دفتر مخصوص فرح پهلوی، معاون نخست‌وزیر ایران در دوره امیرعباس هویدا و وزیر اطلاعات و جهانگردی، مدیر کل دفتر نخست‌وزیری در دوره حسنعلی منصور، نماینده مجلس شورای ملی و از خانهای محال دیزمار بود.
پدرش محمد بهادری سردار سطوت بهادری فرزند حاج کریم خان عمده مالک ارسباران بود. در اسفند ۱۳۴۳ حسنعلی منصور به نخست‌وزیری برگزیده شد و بهادری مدیر کل دفتر نخست‌وزیر شد. امیرعباس هویدا در ۱۳۴۳ او را به معاونت نخست‌وزیر منصوب نمود و سرانجام در سال ۱۳۴۶ رئیس دفتر فرح پهلوی شد و در ۱۳۵۵ در آخرین ترمیم کابینه هویدا، به وزارت اطلاعات و جهانگردی منصوب گردید.
وی به خاطر آشنایی‌اش با فرح دیبا در دوران تحصیل در فرانسه، توانست مراحل ترقی را سریع‌تر طی کند.

## زندگی خصوصی
کریم پاشا بهادری معاون نخست‌وزیر ایران که در تاریخ ۱۵ شهریور ۱۳۴۷ ریاست دفتر فرح پهلوی را نیز به عهده گرفت با شهلا وهاب‌زاده ازدواج کرد.
شهلا وهاب‌زاده و همسرش در شهر موناکو فرانسه زندگی می‌کنند و از سال ۲۰۰۱ شهروند رسمی آن کشور شده‌اند.